# William Daniels
William David Daniels (Brooklyn, 31 maart 1927) is een Amerikaans acteur en voormalig voorzitter van de Screen Actors Guild. Hij was de stem van de pratende auto KITT in Knight Rider en speelde onder andere Dr. Mark Craig in St. Elsewhere.

## Levensloop
Daniels komt uit een familie waarin meerdere mensen zich bezighielden met zang, wat hem ertoe aanzette dit ook te doen. Samen met enkele familieleden maakte hij in 1943 zijn televisiedebuut op NBC, destijds nog een lokale televisiezender in de staat New York. Nadat hij in 1949 afstudeerde aan de Northwestern-universiteit, trouwde hij in 1951 met actrice Bonnie Bartlett.
Daniels maakte in 1952 zijn debuut op de nationale televisie, toen hij in de televisiefilm A Woman for the Ages de rol van de jonge John Quincy Adams vertolkte. Hierop volgde in 1963 zijn debuut op het witte doek in de film Ladybug Ladybug. In 1976 speelde hij opnieuw John Quincy Adams in de PBS-miniserie The Adams Chronicles.
Van 1982 tot 1986 leende Daniels zijn stem aan KITT in de serie Knight Rider. Omdat hij vond dat zijn taak voor deze serie vrij simpel was, kwam zijn naam niet voorbij in zowel de intro als de aftiteling van afleveringen van de serie. In 1991 speelde hij KITT opnieuw, in de film Knight Rider 2000.
Van 1982 tot 1988 speelde Daniels Dr. Mark Craig in St. Elsewhere. Voor deze rol won hij twee keer een Emmy Award. Een van deze twee keer, in 1986, won ook Daniels' vrouw Bonnie Bartlett een Emmy Award voor een rol die zij in een televisieserie speelde. Ze waren hiermee het tweede koppel dat tegelijkertijd een Emmy Award won, en het eerste koppel waarin beide personen deze prijs voor een rol in een televisieserie wonnen. Daniels speelde gedurende alle seizoenen van de serie Boy Meets World schoolhoofd George Feeny.
De Northwestern-universiteit heeft de jaarlijkse William Daniels Awards naar hem vernoemd. Deze prijs wordt elk jaar uitgereikt aan studenten die zich met toneel bezighouden.
In 2017 kwam het boek “Daniels, William - There I Go Again: How I Came to Be Mr. Feeny, John Adams, Dr. Craig, KITT, and Many Others” uit.